# Vättlösa församling
Vättlösa församling var en församling i Skara stift och i Götene kommun. Församlingen uppgick 2002 i Götene församling. 

## Administrativ historik
Församlingen har medeltida ursprung. På medeltiden införlivades Bjurums församling. 
Församlingen var till 1962 annexförsamling i pastoratet Götene, Holmestad, Vättlösa och Ledsjö. Från 1962 till 2002 var den annexförsamling i pastoratet Götene, Holmestad, Vättlösa och Kinne-Vedum. Församlingen uppgick 2002 i Götene församling.

## Kyrkor
- Vättlösa kyrka